# Csádegán megye

Iszfahán tartomány megyéinek elhelyezkedése

Csádegán megye (perzsául: شهرستان چادگان) Irán Iszfahán tartományának egyik nyugati megyéje az ország középső részén. Északon Ferejdan, keleten Tirán és Karvan, délen és  nyugaton Csahármahál és Bahtijári tartomány, északnyugaton Ferejdunsahr megyék határolják. Székhelye a 7 000 fős Csádegán városa. Második legnagyobb városa a közel 5000 fős Rozve. A megye lakossága 33 684 fő. A megye két további kerületre oszlik: Központi kerület és Csenárud kerület.

## Fordítás
- Ez a szócikk részben vagy egészben  a   Chadegan County című angol Wikipédia-szócikk ezen változatának fordításán alapul.  Az eredeti cikk szerkesztőit annak laptörténete sorolja fel. Ez a jelzés csupán a megfogalmazás eredetét és a szerzői jogokat jelzi, nem szolgál a cikkben szereplő információk forrásmegjelöléseként.